# 深田肇
深田 肇（ふかだ はじめ、1932年3月7日 - 2012年4月13日）は、日本の政治家。参議院議員（1期）。衆議院議員（1期）。元杉並区議会議員（1期）。

## 経歴
- 1932年、岡山県出身。
- 中央大学中退。日本社会党職員となる。
- 1963年4月、杉並区議会議員に当選（1期のみで引退）。
- 1964年3月、日本社会党の青年組織「日本社会主義青年同盟」（社青同）第12回中央委員会で、委員長（第三代）となる。社会主義協会派の活動家として青年運動を指導、1966年9月の東京地本九三事件（解放派の暴行事件）の処理などに辣腕をふるう。1967年の社会主義協会分裂の際は、太田派に属する。1968年社青同第八回大会で委員長引退。1970年代に入って太田派から離れる。
- 1977年12月、反社会主義協会勢力の支援を受け、日本社会党中央執行委員・青少年局長となる。1971年以来の青年運動分野における社青同単独支持を取りやめ、複数団体支持（社青同、社青同全国協、青年の力）に変更させる。
- 1989年7月、第15回参議院議員通常選挙に 埼玉県選挙区 （定数2）から日本社会党公認で立候補し第1位で初当選（得票 970229票）。
- 1995年7月、第17回参議院議員通常選挙に埼玉県選挙区（定数3）から日本社会党公認で立候補し第4位で落選（得票 257681票）。
- 1996年10月、第41回衆議院議員総選挙に埼玉6区から社会民主党公認で立候補し落選（得票 17909票。惜敗率 24.8%）し供託金を没収されたものの、比例代表区北関東ブロックに社会民主党名簿順位第1位で重複立候補していたため復活当選した[1][2]。
- 2000年、第42回衆議院議員総選挙に出馬せず政界を引退。その後は岡山県で隠棲していた。
- 2012年4月13日、岡山県岡山市にて死去[3]、80歳没。死去の事実は1ヶ月後の5月17日になって明らかにされた。

## 役職
- 日朝議員連盟事務局長
- 日本社会党青少年局長
- 日本社会党国際局長
- 日本社会党組織局長
- 社会民主党国民運動局長

## 朝鮮民主主義人民共和国との関係
- 参議院同期当選の清水澄子とともに政界随一の親北朝鮮派政治家として知られ、政界入り前からたびたび北朝鮮を訪問。また金日成・金正日の誕生祝い等には必ず自ら朝鮮総連に出向き、金父子の肖像画に拝礼し、総連幹部に祝賀の挨拶をしていた。訪朝時には朝鮮労働党書記金容淳等に面会。日本国内では北朝鮮による日本人拉致疑惑を全面否定するなど北朝鮮の主張を忠実に代弁した。深田の著しい北朝鮮拝跪の姿勢は他の国会議員に異様な印象を与えていたほか、社会党内でも違和感を持つ党員が多く、「あの人は朝鮮民主主義人民共和国駐日大使だ」と揶揄されていた。1989年の参議院議員選挙の際は日本共産党から北朝鮮とのつながりについてビラ・言論で攻撃をされる[要出典]。
- 北朝鮮系のチュチェ思想研究会全国連絡会(全国チュチェ研)やチュチェ思想国際研究所にも参加している。1997年2月には朝鮮労働党書記黄長燁を日本に迎え、東京都内でチュチェ思想研究会全国連絡会等の主催で「チュチェ思想国際セミナー」が開催された。深田はチュチェ思想研究会全国連絡会会長で沖縄大学教授（元学長）の佐久川政一や沖縄社会大衆党参議院議員島袋宗康らとともに「チュチェ思想国際セミナー」実行委員会代表委員としてセミナーの運営に当たり、佐久川・島袋らと共に黄の前で北朝鮮やチュチェ思想を絶賛した。しかし直後、黄は韓国に亡命した。これに対し深田は「黄書記は南朝鮮（韓国）政府に拉致された」と主張したが、黄が公式の場に現れ北朝鮮批判を始めると口をつぐんだ[要出典]。
- 1998年の北朝鮮による弾道ミサイルテポドン1号発射の際にも北朝鮮の公式発表（「人工衛星『光明星1号』打ち上げ」）をそのまま宣伝した。各党議員が北朝鮮に抗議の声を上げるとともに対ミサイル防衛策の必要性を訴え、菅直人が日本独自の偵察衛星打ち上げにまで言及する緊迫した情勢の中、「共和国が最高人民会議第10期第1回会議を前に人工衛星打ち上げに成功したことをまず評価したい」と述べ、「共和国の人工衛星打ち上げ」を事実として祝賀した[4]。マスコミは深田の無理のある言動を否定的に取り上げた[要出典]。
- 1999年には村山訪朝団の一員として再び北朝鮮を訪問した[要出典]。
- 政界引退後も親北朝鮮活動家として朝鮮総連等と行動を共にしていた。2002年2月には岡山市内のホテルで開催された「金正日総書記誕生60周年を祝う　日朝友好と日本の自主・平和をめざす集い」[注 1] には総連幹部と共に来賓として出席するなどしている[要出典]。

## 編著書
- 『日本社会党建設論』　1976年　田畑書店